# Arco de Darwin
O Arco de Darwin foi uma formação rochosa que era formada por um arco natural localizado ao sudeste da Ilha Darwin, no Arquipélago de Galápagos, no Oceano Pacífico. O arco assentava-se num planalto rochoso e submerso de forma irregular, apelidado de "o teatro". O colapso do arco, em 17 de maio de 2021, deveu-se à erosão natural e à gravidade. Restaram apenas as duas rocas independentes no local.
O Arco de Darwin, junto com Ilha Darwin, recebeu o nome do naturalista inglês Charles Darwin, cujos estudos na área circundante o ajudaram a formar sua teoria da evolução por meio da seleção natural. Em homenagem a Darwin e suas obras, alguns moradores e profissionais da indústria apelidaram as "torres" de pedra remanescentes de Pilares da Evolução.

## Geografia

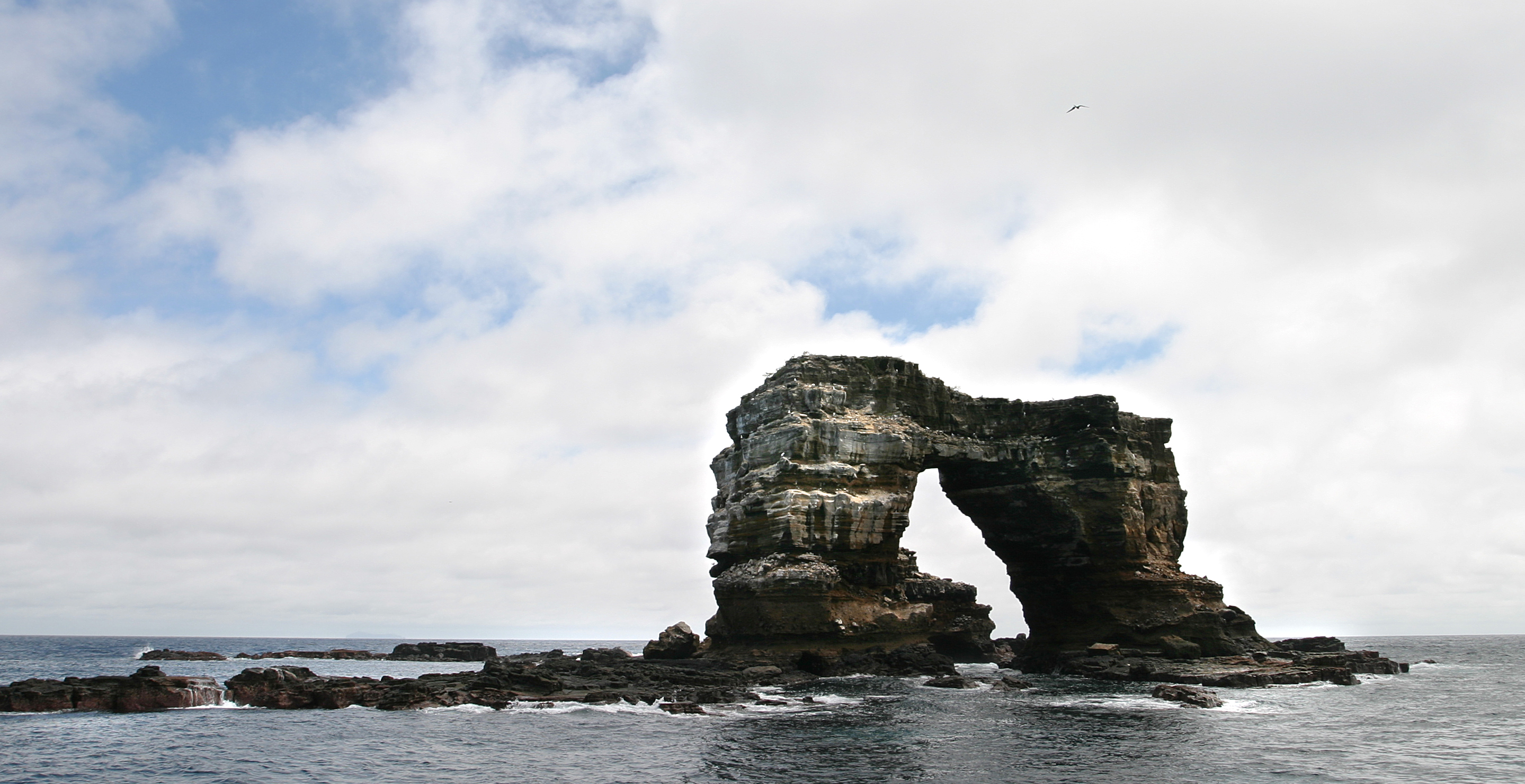
Arco de Darwin e vista parcial do planalto, em 2003

A Ilha Darwin é uma parte do Arquipélago de Galápagos, no Equador, e uma pequena ilha desabitada com uma área de 2,33 quilômetros quadrados e uma altitude de 168 metros. O Arco de Darwin ficava 1 quilômetro a sudeste da ilha e tinha uma aparência semelhante a uma ponte, que havia sido causada pela erosão. A parede do planalto desce para o mar, e o lado oceânico do arco apresentava uma "plataforma de observação" a 18 metros. O arco tinha 43 metros de altura, 70 metros de comprimento e 23 metros de largura.

## Fauna
De sua extremidade sul ao canal inclinado, a fauna marinha existente são tubarões-martelo, raias manta, carapaus, sardinis, albacoras, golfinhos, grandes cardumes de espécies de peixes pelágicos e também tubarões-baleia de até 14 metros de comprimento. Os tubarões-baleia são encontrados a partir do início de julho. Outra fauna marinha inclui ídolos-mouros, tubarões-das-galápagos, raias-águia, tartarugas-verdes e tartarugas-de-pente, tubarões-seda e de recife-de-ponta-branca, barracudas e tubarões black jack. Muitas aves são endêmicas e a espécie comumente observada é a andorinha-do-mar-escura, que se reproduz na Ilha Darwin.

## Turismo
O arco era popular entre fotógrafos e passeios em navios de cruzeiro. A rica vida selvagem ao redor do arco tornava-o um local popular para mergulho. Assim como na Ilha Darwin, os turistas não tinham permissão para pisar no arco. A área circundante das Ilhas Galápagos foi declarada Patrimônio Mundial da UNESCO em 1978.

## Colapso
Em 17 de maio de 2021, às 11h20, horário de Galápagos (UTC−6), o arco colapsou devido à erosão natural. Uma postagem do Ministério do Meio Ambiente e Água do Equador afirmou que "este evento foi uma consequência da erosão natural. O Arco de Darwin é feito de pedra natural que antes teria sido parte da Ilha Darwin, que não está aberta a visitas por terra". O evento foi testemunhado por mergulhadores a bordo do Galapagos Aggressor III.
Após o colapso do arco, as colunas de rocha restantes foram apelidadas de "Pilares da Evolução" (em espanhol: Los Pilares de la Evolución) por moradores da indústria do turismo e do mergulho. O apelido faz alusão ao arco e à ilha próxima tendo sido nomeada em homenagem a Charles Darwin, cujos estudos da vida selvagem da área circundante contribuíram para o início de sua teoria da evolução por meio da seleção natural.